# Théâtre de la Bordée
Le Théâtre La Bordée est un théâtre populaire québécois situé dans le quartier Saint-Roch à Québec en face de la bibliothèque Gabrielle-Roy au 315, rue Saint-Joseph Est. 

## Historique
Le Théâtre La Bordée a été fondé en 1976 par un groupe de huit jeunes acteurs issus du Conservatoire d'art dramatique de Québec : Claude Binet (premier directeur artistique de la Bordée), Jean-Jacqui Boutet, Johanne Émond, Jacques Girard, Ginette Guay et Pierrette Robitaille, Gaston Hubert et Germain Houde. Le spectacle inaugural de la Bordée, Les Vol-o-vent, est une création collective signée par quatre des huit fondateurs de la troupe.  Ce spectacle obtient un réel succès et sera repris fréquemment. 
Au départ, La Bordée est essentiellement un théâtre axé sur la création, par opposition au Trident qui favorise plutôt les pièces de répertoire.  Ce n'est qu'au début des années 1990 que la Bordée prend une tangente plus traditionnelle.  Aujourd'hui, le théâtre présente des textes du répertoire mondial, des œuvres d'auteurs contemporains et de dramaturges québécois.  
Plusieurs artistes de renom tels que Pierrette Robitaille, Jean-Jacqui Boutet, Guylaine Tremblay, Robert Lepage, Germain Houde et Paul Hébert, se sont produits à la Bordée.  La salle de spectacle actuelle, située sur la rue Saint-Joseph, a été inaugurée en 2002, sous le directorat de Jack Robitaille.  De 2004 à 2016, la direction artistique de la Bordée est confiée à Jacques Leblanc qui fut ensuite remplacé par Michel Nadeau.

## Direction artistique
- Claude Binet (1976-1986)
- Jean-Jacqui Boutet (1986-1995)
- Jack Robitaille (1996-2004)
- Jacques Leblanc  (2004-2016)[2]
- Michel Nadeau (depuis 2016)[3]

## Galerie

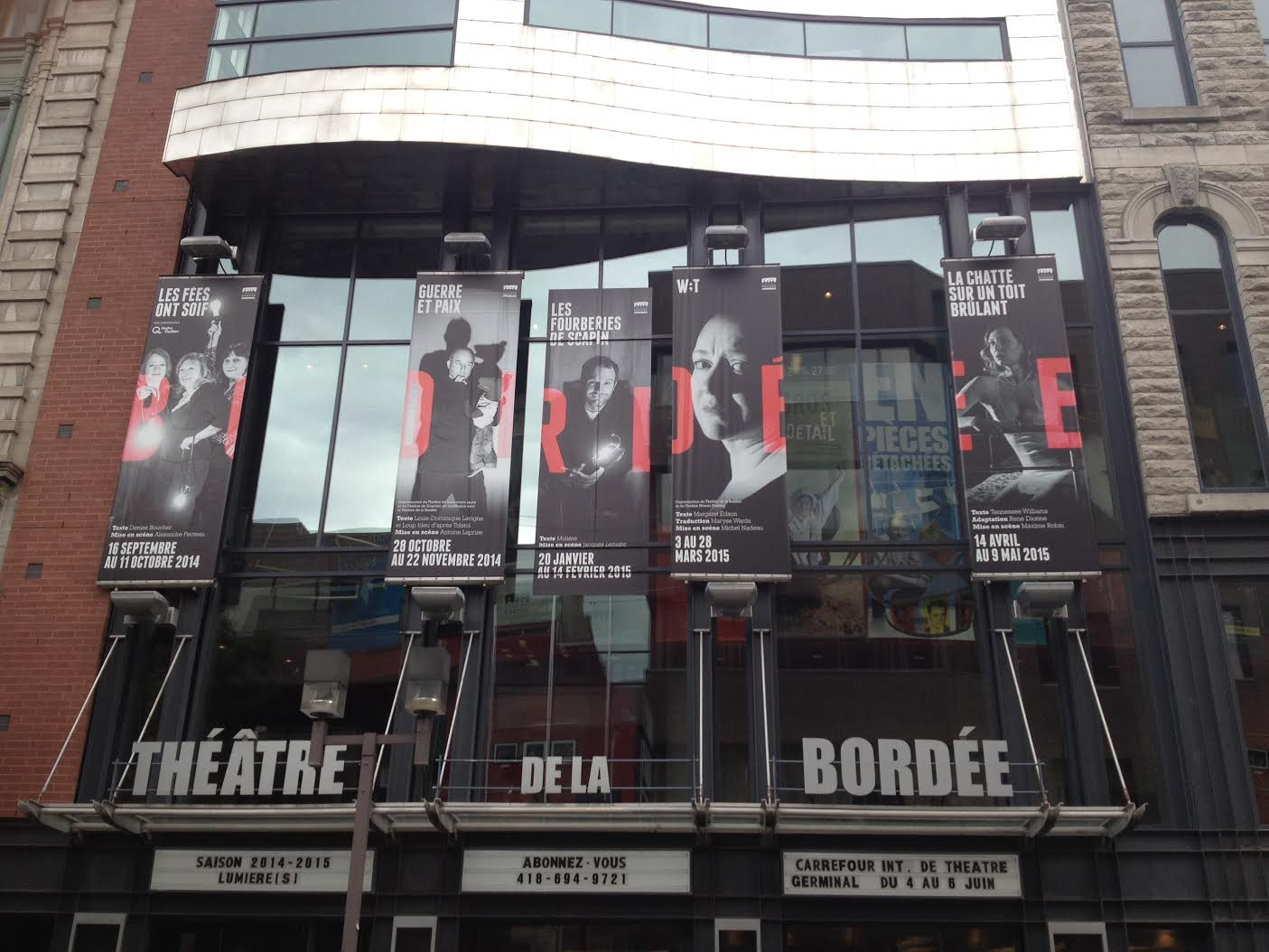
Façade du théâtre de la Bordée
Ancien logo de la Bordée